# کفشک شورزی

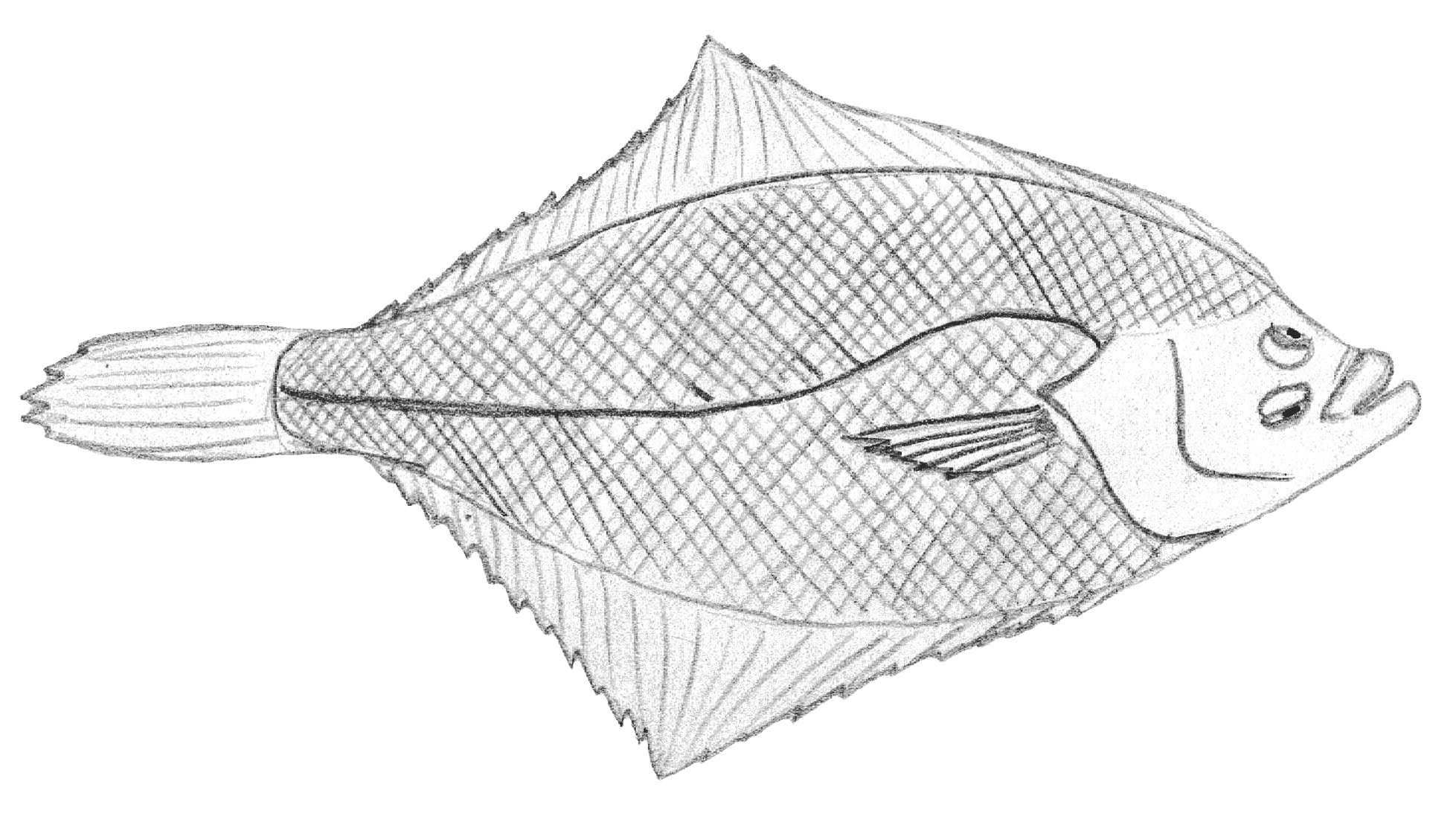
نقاشی کفشک شوزری

کفشک شورزی (نام علمی: Pseudopleuronectes obscurus) نام یک گونه از زیرخانواده راست‌رویان است.